# Eréndira Paz Campos
Eréndira Paz Campos (Ciudad de México, 1961) es una diplomática mexicana, miembro del Servicio Exterior Mexicano. Desde 2015 es embajadora de México en Venezuela.

## Estudios
Eréndira Paz es licenciada en Relaciones Internacionales por la Universidad Nacional Autónoma de México (UNAM) y cuenta con estudios de Maestría en Administración Militar para la Seguridad y Defensa Nacional.
Fue la primera generación de mujeres en obtener un doctorado en Defensa y Seguridad Nacional, por el Centro de Estudios Superiores Navales de la Secretaría de Marina (CESNAV).

## Carrera diplomática
Eréndira Paz Campos presentó cartas credenciales ante el presidente de Venezuela, Nicolás Maduro, el pasado 4 de mayo de 2016.
Fue llamada a consultas por México el 21 de mayo de 2018 como parte de las medidas anunciadas por el Grupo de Lima con respecto a la legitimidad del proceso electoral desarrollado en la República Bolivariana de Venezuela el 20 de mayo de 2018.
Fue embajadora de México en Filipinas de 2005 a 2008 y fue titular de la Dirección General para Organismos Económicos Regionales de 2008 a 2010. Asimismo, ocupó el cargo de Directora General para las Naciones Unidas de la Secretaria de Relaciones Exteriores de 2003 a 2005 y fue Cónsul de México en McAllen, Texas de 1999 a 2001.

## Premios y reconocimientos
En 2010, recibió una condecoración de la Secretaria de Relaciones Exteriores, por más de 25 años como miembro de carrera del Servicio Exterior Mexicano.

## Publicaciones destacadas
Eréndira Paz ha publicado varios artículos respecto al problema mundial de las drogas. 
En la Revista del Centro de Estudios Superiores Navales “Propuestas Diplomáticas Multilaterales de México para Combatir el Problema Mundial de las Drogas” expone el interés del gobierno mexicano de promover propuestas y políticas en materia exterior para fortalecer un enfoque integral y equilibrado del problema mundial de las drogas.
Publicó “México y la cooperación internacional contra el problema mundial de las drogas”, en México y la Organización de las Naciones Unidas, Los primeros setenta años. Senado de la República. LXIII Legislatura.